# Кавалеры ордена Святого Георгия III класса Ч
Кавалеры ордена Святого Георгия III класса на букву «Ч»
Список составлен по алфавиту персоналий. Приводятся фамилия, имя, отчество; звание на момент награждения; номер по спискам Григоровича — Степанова и Судравского; дата награждения. Лица, чьи имена точно идентифицировать не удалось, не викифицируются.
- Чавчавадзе, Захарий Гульбатович, генерал-лейтенант, № 555, 19 декабря 1877
- Чавчавадзе, Ясон Иванович, генерал-майор, № 478, 16 января 1854
- Чаликов, Антон Степанович, генерал-майор, № 366, 13 марта 1814
- Чаплиц, Евфимий Игнатьевич, генерал-майор, № 128, 12 января 1806
- Чепега, Захар Алексеевич, бригадир, № 82, 25 марта 1791
- Черемисинов, Яков Яковлевич, генерал-майор, № 407, 1 июля 1828
- Чернозубов, Пётр Авраамович, генерал-майор, № 186, 20 мая 1808
- Чернышёв, Александр Иванович, генерал-лейтенант, № 269, 17 февраля 1813
- Черняев, Михаил Григорьевич, генерал-майор, 509, № 6 ноября 1864
- Чичерин, Василий Николаевич, полковник, № 117, 1 января 1795
- Чичерин, Пётр Александрович, генерал-майор, № 307, 3 июня 1813
- Чоглоков, Павел Николаевич, генерал-майор, № 300, 3 июня 1813
- Чорба, Николай Иванович, генерал-майор, № 39, 6 июля 1774